# UNITAS Gold
UNITAS Gold est la 50e édition des exercices UNITAS organisés pour la première fois en 1959, constituant l'exercice maritime multilatéral le plus ancien. Les exercices de 2009 comprennent la participation de 25 navires et 70 avions de 12 pays différents.
Le contre-amiral Joseph D. Kernan (en), alors commandant de la 4e flotte américaine et de l'United States Naval Forces Southern Command, fit remarquer que l'exercice permet aux « les nations de coordonner leurs efforts pour s'opposer au fléau » de la piraterie.

Exercices UNITAS Gold en 2009
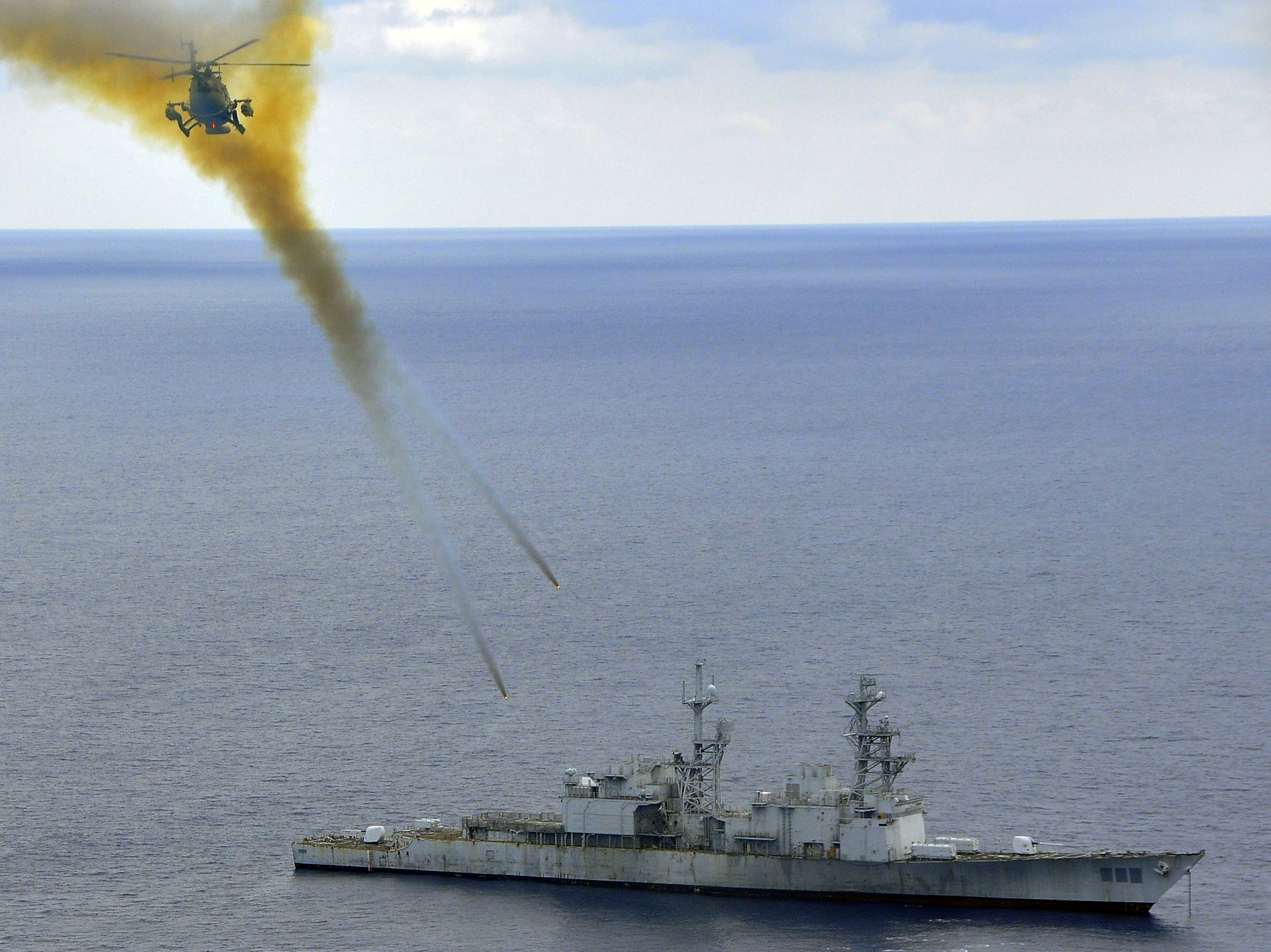
Hélicoptère mexicain tirant des roquettes sur l'USS Conolly.
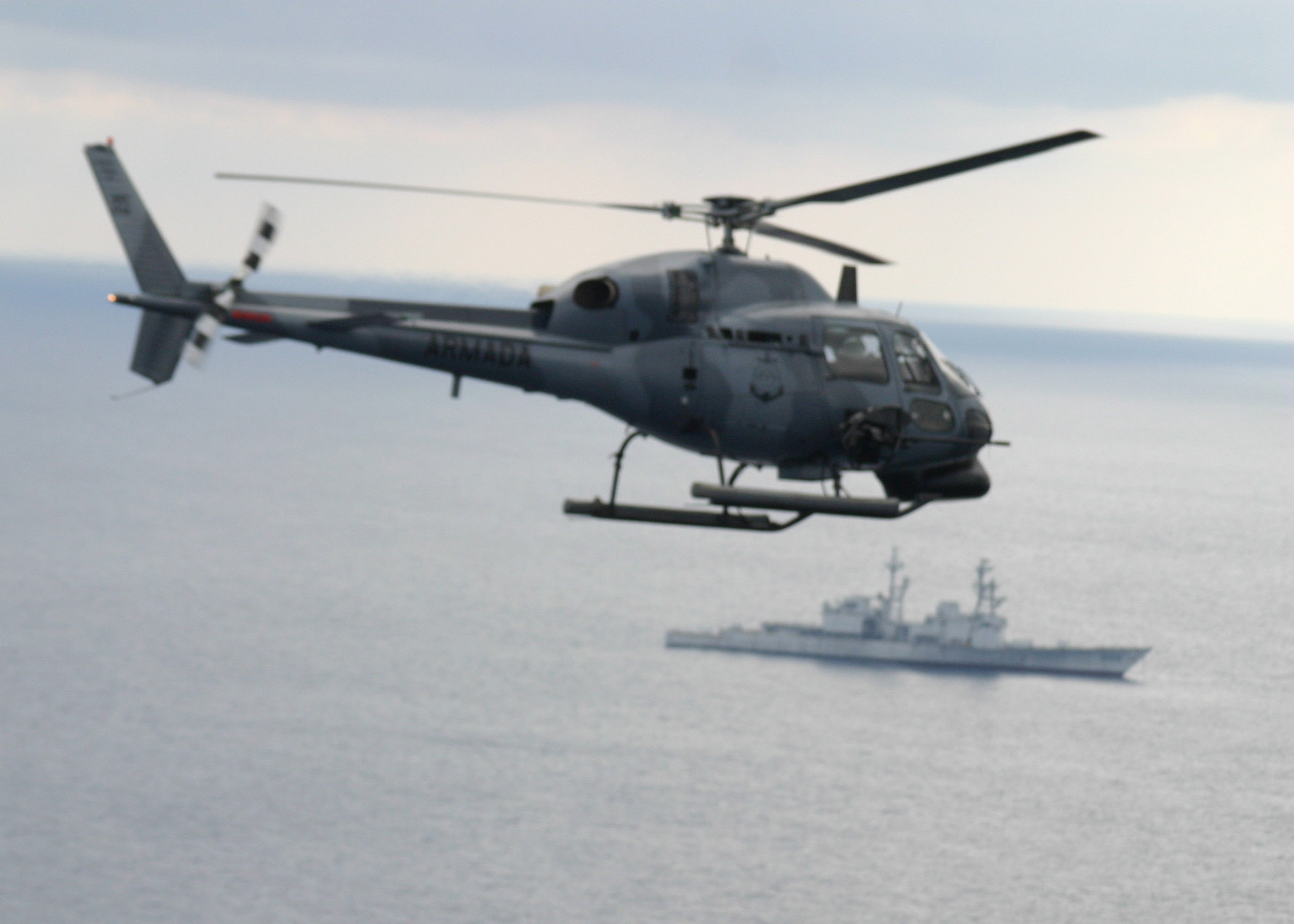
AS-555 de la marine colombienne se préparant à tirer sur le Conolly.
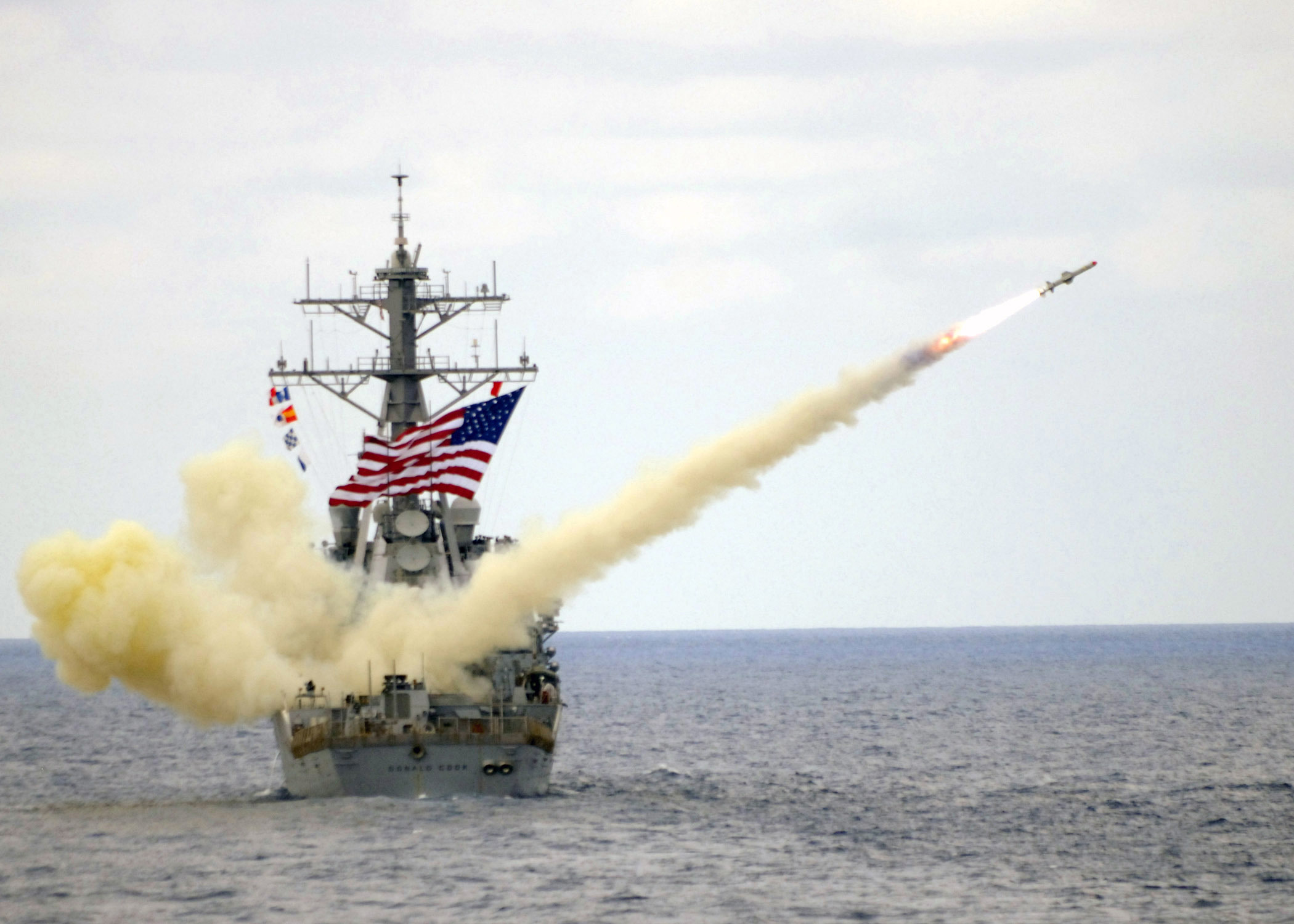
Lancement d'un missile Harpoon depuis le destroyer lance-missiles USS Donald Cook.